# كالبريتو
 كالبريتو، (بالإنجليزية: Calabritto)‏، (أربينو:Calavrìttu)، هي مدينة و(بلدية) في مقاطعة أفيلينو، كامبانيا، إيطاليا. انها تحتل منطقة جبلية في الطرف الشرقي من سلسلة مونتي بشنتيني.

## السكان
في سنة 1861 بلغ عدد السكان 3٬982 نسمة، وتطور العدد ليصل في سنة 2011 لـ 2٬509 نسمة.
يظهر هذا المخطط البياني تطور النمو السكاني لـ كالبريتو